# Didemnum vermiforme
Didemnum vermiforme is een zakpijpensoort uit de familie van de Didemnidae. De wetenschappelijke naam van de soort is voor het eerst geldig gepubliceerd in 1989 door Romanov.